# Olle Edström (ingenjör)
John Olof "Olle" Edström, född 11 maj 1926 i Engelbrekts församling i Stockholm, död 4 augusti 2011 i Danderyd, var en svensk bergsingenjör och direktör.
Edström utexaminerades 1950 som bergsingenjör vid Kungliga Tekniska högskolan (KTH) där han disputerade 1958. Han blev stålforskningschef vid Sandvikens jernverk AB 1960 och vice VD där 1965. Han var 1970–1976 VD för Norrbottens järnverk AB (NJA), där han bland annat var pådrivande för projektet Stålverk 80. 1977 återvände han till KTH som professor i produktionsteknik särskilt inom gruv- och stålindustri.
Edström invaldes 1968 som ledamot av Kungliga Ingenjörsvetenskapsakademien och fick 1998 motta Brinellmedaljen för sina insatser inom utvecklingen av svensk stålindustri.